# Pekka Lyyski
Pekka Lyyski (26 luglio 1953) è un allenatore di calcio finlandese, già allenatore dell'IFK Mariehamn.

## Carriera
Dal 2003 al 2015 ha allenato l'IFK Mariehamn, sempre nella Veikkausliiga tranne che nella sua prima stagione, nella quale ha conquistato la promozione in tale categoria.

## Palmarès

### Allenatore

#### Competizioni nazionali
- Coppa di Finlandia: 1

IFK Mariehamn: 2015